# 러시아령 아메리카
1732년부터 1867년까지 러시아 제국은 아메리카의 북부 태평양 연안 영토에 대한 권리를 주장했다. 아메리카에 있는 러시아의 식민지는 1799년부터 1867년까지 통칭하여 러시아령 아메리카로 알려졌다. 이는 대부분 현재 미국의 알래스카로 구성되었지만 캘리포니아의 로스 요새 전초 기지도 포함했다. 러시아 크리올 정착지는 알래스카에 집중되어 있었는데, 수도인 노보아르한겔스크(Novo-Arkhangelsk)는 현재의 싯카이다.
러시아의 동쪽 확장은 1552년에 시작되었고, 1639년 러시아 탐험가들은 태평양에 도달했다. 1725년, 황제 표트르 대제는 항해사 비투스 베링에게 잠재적인 식민지 개척을 위해 북태평양을 탐험하도록 명령했다. 러시아인들은 주로 알래스카 해안에 풍부한 모피 포유류에 관심이 있었는데, 시베리아의 과도한 사냥으로 인해 모피 포유류가 고갈되었기 때문이다. 베링의 첫 번째 항해는 짙은 안개와 얼음으로 인해 실패했지만, 1741년 베링과 알렉세이 치리코프가 2번째 항해를 통해 북미 본토를 발견했다. 베링은 알래스카 지역을 러시아 제국의 영토로 주장했다. 러시아는 나중에 1799년의 우카세를 통해 이 지역에 대한 지배를 확정했고, 이를 통해 북위 55도선을 따라 러시아령 아메리카의 남쪽 국경이 확립되었다. 이 법령은 또한 국가가 지원하는 러시아-미국 회사(RAC)에 독점적 특권을 부여하고 알래스카에 러시아 정교회를 설립했다.
러시아의 프로미슐레니키(사냥꾼과 사냥꾼)들은 해상 모피 무역을 빠르게 발전시켰고, 이는 1760년대 알류트족과 러시아인 사이에 여러 차례 갈등을 야기했다. 모피 무역은 수익성이 좋은 사업으로 판명되어 다른 유럽 국가들의 관심을 끌었다. 잠재적 경쟁자들에 대응하여 러시아는 커맨더 제도에서 동쪽으로 알래스카 해안까지 영유권을 확대했다.  1784년, 여제 예카테리나 2세의 격려로 탐험가 그리고리 셀레코프가 알래스카 쓰리세인츠 베이에 러시아 최초의 영구 정착지를 건설했다. 10년 후, 최초의 정교회 기독교 선교사들이 도착하여 수천 명의 아메리카 원주민에게 복음을 전파했으며, 그 후손들 중 다수가 오늘날까지도 이 종교를 지키고 있다. 1780년대 후반, 틀링깃족과의 무역 관계가 시작되었고, 1799년에는 모피 무역을 독점하기 위해 RAC(러시아 정교회)가 결성되었으며, 이는 알래스카 원주민의 러시아화를 위한 제국주의적 수단으로도 작용했다.
토지 침범과 기타 불만에 분노한 토착민과 러시아인의 관계는 악화되었다. 1802년, 틀링깃족 전사들은 여러 러시아 정착지를 파괴했는데, 특히 성 미카엘 요새(고대 싯카)가 파괴되어 노보로시야만이 알래스카 본토에 남은 유일한 전초 기지가 되었다. 그러나 이는 러시아인을 몰아내는 데 실패했고, 2년 후 싯카 전투 이후 러시아인들은 다시 영토를 확보했다. 러시아인과 아메리카 원주민 간의 평화 협상은 이후 모두스 비벤디를 확립했고, 이 상황은 러시아가 알래스카에 주둔하는 동안 거의 중단 없이 지속되었다. 1808년, 레다우트 성 미카엘은 노보아르한겔스크로 재건되었고, 이전 식민지 본부가 코디악에서 이전된 후 러시아령 아메리카의 수도가 되었다. 1년 후, RAC는 캘리포니아 북부의 해달 서식지가 더 풍부한 곳으로 사업을 확장하기 시작했으며, 1812년에는 로스 요새가 건설되었다.
19세기 중반, 러시아 북미 식민지의 수익은 급격히 감소했다. 영국의 허드슨 베이 회사와의 경쟁으로 해달은 거의 멸종되었고, 육지의 곰, 늑대, 여우 개체군 또한 고갈 직전이었다. 주기적인 아메리카 원주민 반란의 현실, 크림 전쟁의 정치적 파장, 그리고 자신들이 만족할 만큼 아메리카 대륙을 완전히 식민지화할 수 없다는 사실에 직면한 러시아인들은 북미 식민지를 유지하는 데 비용이 너무 많이 든다고 결론지었다. 부담에서 벗어나고 싶어했던 러시아인들은 1841년에 로스 요새를 매각했고, 1867년에 한 달도 채 안 되는 협상 끝에 미국은 알래스카 매각 제안을 러시아 황제 알렉산더 2세에게 수락했다. 720만 달러를 미국으로 환산하면서 알래스카 매매를 함으로써 러시아 제국의 아메리카 식민지 지배는 종식되었다.

## 러시아 원정대의 탐험
러시아 출신의 유럽인의 최초의 알래스카 정착 기록은 1648년 세묜 데즈네프가 콜리마강에서 출발하여 북극해를 가로질러 아나디리강의 하구에 도착했다고 역사서에서 전해진다. 아메리카 토착민들의 혼혈과 마찬가지로 이 사람들의 후손들은 러시아가 알래스카를 팔기 전까지 러시아령 아메리카의 최초의 시민이 되었다. 그들 탐험대 중 일부가 알래스카에 닿았다는 기록이 있었으나, 그들이 알래스카에 정착했다는 기록은 없다. 데즈네프의 탐험은 러시아 중앙정부로부터 도달되지 않았고, 단지 시베리아가 북아메리카랑 연결되어 있는지에 대해 의문만 하나 남겼다. 1725년에 표트르 1세가 탐험을 한번 더 부탁했다.
1733~1743의 제2차 캄차카 탐험의 일부로 1741년 6월에 덴마크인 비투스 베링이 이끄는 페트르 탐험대와 러시아인 알렉세이 치리코프가 이끄는 파벨 탐험대가 캄차카반도의 항구 페트로파블롭스크캄차츠키에서 원정을 시작했다. 두 탐험대는 분리되었지만 동쪽으로 항해를 계속하였다. 6월 15일에 치리코프가 알래스카 남단의 프린스오브웨일스섬 서부 해안의 땅을 발견하고, 북아메리카 북서부 해안가에서 최초로 유럽인들을 정착시켰다. 6월 16일경에 베링과 페트르 탐험대는 알래스카 본토의 세인트이엘라스산을 발견하고 러시아로 돌아왔다. 그에 동시에 파벨 탐험대의 치리코프는 10월달에 새로운 땅을 발견했다는 소식을 가지고 러시아로 돌아왔다.
11월에 베링의 배는 돌아오는 도중 베링섬에 난파되었다. 그곳에서 베링은 병에 걸려 죽고 말았고, 페트르 탐험대는 돌풍을 만나 갈라졌다. 오고가도 못하게 된 선원들이 섬에서 겨울을 버틴 후에 1742년 8월에 난파선의 조각으로부터 배를 만들어 러시아로 떠났다. 베링의 선원들은 1742년에 캄차카반도의 해안에 도달했고, 탐험에 대해 이야기를 했다. 이때 그들이 가져온 고급 해달 가죽은 러시아인들에게 아메리카 정착을 가속화하게 된 계기가 되었다.

## 러시아인의 정착

### 1740년대부터 1800년대까지
그 뒤로, 일부 모피 장사 협회는 시베리아해안으로부터 알류샨 열도로 항해를 하기 시작했다. 시베리아부터 아메리카 대륙까지의 항해가 최소 2년에서 4년까지 걸렸기 때문에, 선원들은 사냥터와 교역소를 설립했다. 그리고 1790년대 후반에는 알류샨 열도에는 영구적인 정착지가 설립되었다. 거의 절반이나 되는 모피 장사꾼들은 러시아 제국의 유럽 러시아나 시베리아 지역에서 온 러시아인이고, 나머지 절반은 시베리아 출신 원주민이나 유럽인이나 아시아인의 혼혈이었다.

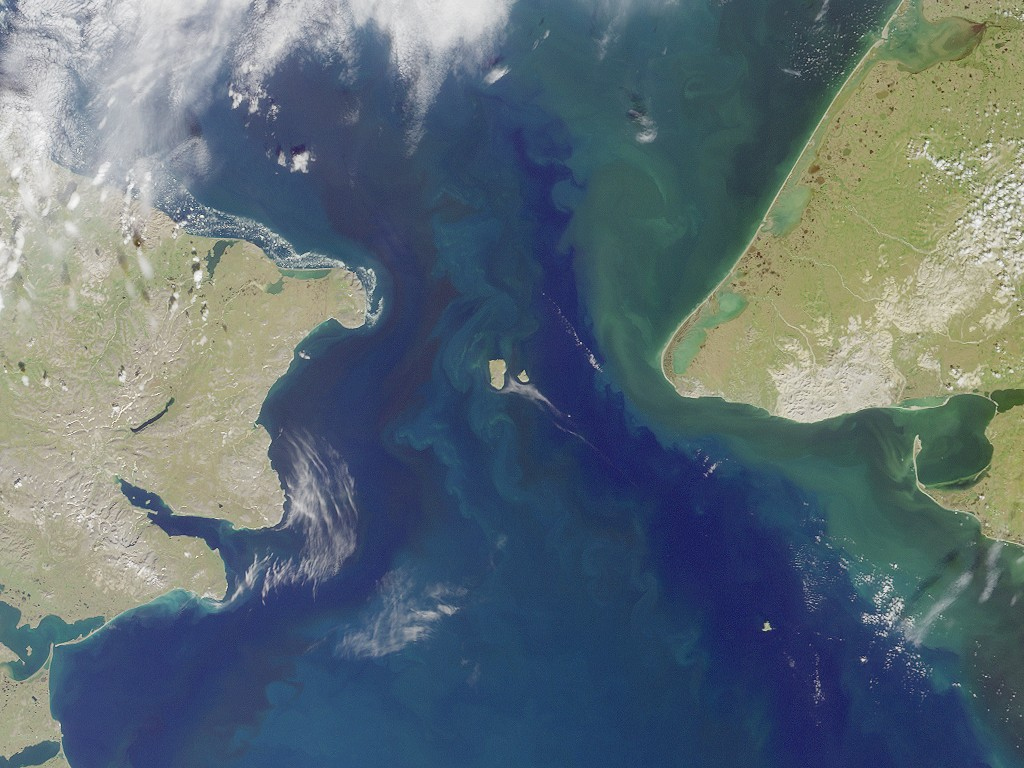
베링 해협

러시아인들은 수중 동물을 사냥하는 것보다는 알류트 족들에게 강제 노역을 시키는 것을 더 선호했다.아메리카 지역에 모피가 풍부하다는 소문이 퍼지자, 러시아 회사들의 경쟁과 더불어 알류트인들의 노예화는 더 심화되었다. 예카테리나 2세가 1763년에 여제로 위임되자, 알류트 족들에게 호의를 베풀어라고 러시아 회사들에게 선포하고 그들을 공정하게 대해라고 촉구했다. 알래스카반도와 일부 섬의 상인들의 일부는 지역의 알류트 족들에게 상대적으로 평화로운 공존을 추구했으나, 다른 상인들은 원주민들에게 함부로 대하였다. 노예로 쓰기 위한 볼모행위가 이루어져서 가족들이 분열되는 한편, 원주민 개개인들에게 다른 지역으로 떠나라고 강요당하기도 했다. 한편으로 무역상들끼리 모피에 대한 경쟁이 심화되어 교역소들이 소수의 대기업으로 합병되어 토착민들을 더욱 수탈했기 때문에, 토착민들과의 관계를 더욱더 악화시켰다. 그 몇 년 동안이나 상황은 비참해져갔다.
사냥으로 쓸 동물의 개체 수가 줄어들자, 러시아 모피 거래에서 경제 창출의 주요 원동력이 되고 있는 알류트족들은 더욱더 많은 수달을 잡기 위해서 북대서양의 위험한 바다 지대로 사냥을 나가도록 강요당했다. 셸라이호프-레자노프 회사가 모피 회사를 독점하자, 폭력 사태와 접전에서 토착민들에 대한 식민주의적 착취가 결합된 체계적인 폭력으로 변하였다. 알류트인들이 반란을 하고 전투에서 승리를 거둘 때마다 러시아인들이 즉각 보복을 하여, 그들을 많이 죽이고 보트와 사냥 장비들을 모두 파괴하여 생존을 못하도록 하였다. 가장 끔찍한 사태는 질병이었다. 1741~1759년과 1781~1799년의 두 차례의 러시아인과의 교류에서 유라시아에서 온 감염병으로 인해 80%의 알류샨인들이 사망했다. 유럽인들에게 고질적인 감염병들은 몸에 내성이 있었지만 알류샨인들은 그런 새로운 질병에 면역력이 없었기 때문이다.
아메리카 식민지가 장거리 운항을 위한 비싼 운송비 때문에 결코 수익성 있는 식민지는 아니었지만, 대부분의 러시아 상인들은 그들 자신을 위한 땅으로 경영하기로 결심했다. 1784년에, 후에 알래스카를 식민지화한, 러시아-아메리카 회사를 창설한 그레고리 셸라이호프는 코디액섬에 Three Saints와 St. Sirnon의 배와 함께 정착했다. 코니악 알래스카 토착민들은 러시아인 단체들을 공격하자, 셸라이호프는 나머지 부족들에게 복종을 강요하기 위해 수백 명을 죽이고 볼모로 삼아 복수했다. 코디액섬에서 권한을 다지고, 스리 세인츠만의 어널래스카섬에 두 번째 러시아인 정착지를 설립했다.
바라노프가 알래스카에서 러시아인 거주지를 지키는 동안, 셸라이호프 일가들은 알래스카의 모피 교역의 독점에서 이겨 1799년에 셸라이호프의 사위인 니콜라이 레자노프는 차르 파벨 1세로부터 아메리카 모피 무역의 독점권을 획득하였고, 레자노프는 러시아-아메리카 회사를 설립했다. 두 사람 사이의 거래 내역에 따라, 차르는 회사 설립으로 새로운 알래스카 정착지를 개척할 수 있을 거라 기대되어 새로운 식민지화 프로그램을 확장해나갔다.

### 1800년부터 1867년까지

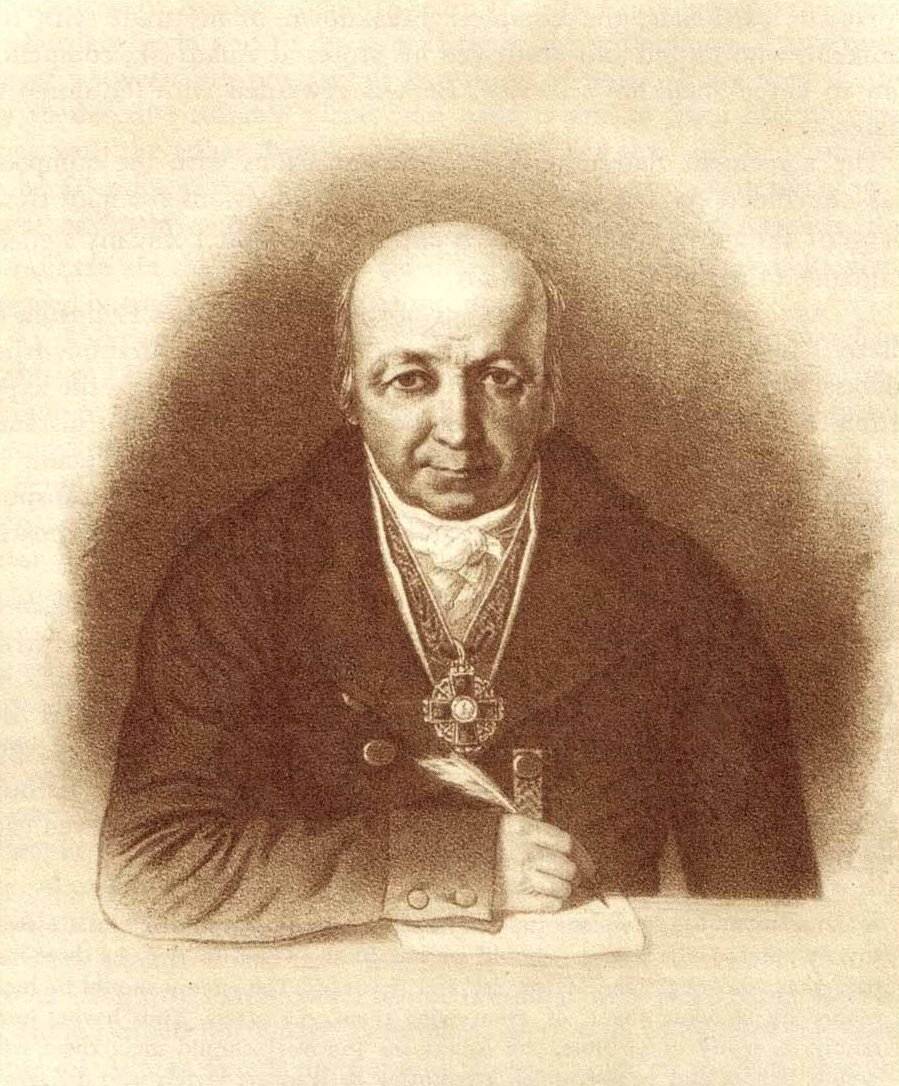
러시아-아메리카 회사의 경영자 알렉산드르 바라노프.

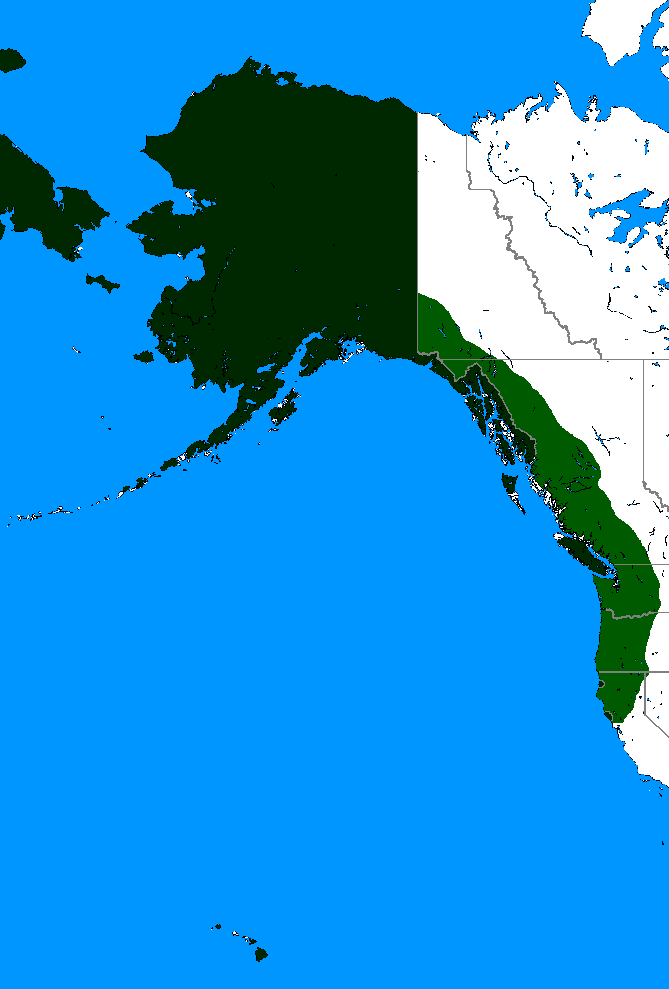
19세기경 러시아의 아메리카 영유권 주장 영역

1804년에 알렉산드르 바라노프는 러시아-아메리카 회사의 새로운 경영자가 되었다. 그 이후로 싯카 전투에서 지역 씨족인 트링기트 족과의 승리를 거두어 회사의 모피 무역권을 굳혔지만, 러시아인들은 알래스카를 완전히 식민지화를 하지 못했다. 대부분 상인들은 해안가 지대를 선호하고 내륙 지방을 기피했기 때문이다.
1812년부터 1841년까지 러시아인들은 캘리포니아의 포트 로스를 관리했고, 1814년부터 1817년까지 하와이에 있는 엘리자베스 포트를 운영했다. 1830년대 이후, 러시아 회사의 무역 독점권이 흔들렸는데, 바로 캐나다에 근거를 둔 영국의 허드슨 베이 회사가 1839년에 러시아령 아메리카 남쪽 끄트머리에 근거지를 마련하였고, 1833년에 이미 일어난, 영국의 근거지 확립을 마련을 저지하기 위해 영국-러시아의 임대차 계약을 1839년에 맺었기 때문이다. 허드슨 베이 회사는 교역을 하기 위해 수도관 설치를 시작했다.
미국인들도 영국인들과 마찬가지로 러시아에게 압력을 가하기 시작했다. 바라노프가 미국 수송선의 사용에 의지하기 시작하자, 그들은 러시아보다 교역을 더 많이 하기 시작했다. 미국인들 또한 러시아인이 이미 러시아와 교역하고 있었던 중국 모피 시장에 관여하기 시작했고, 미국 사냥꾼들이 자신의 영토라고 생각했던 장소에 침범하기 시작하면서 러시아에 불리해져갔다. 1824년의 러시아-아메리카 조약은 북위 54도 40‘의 북부 지역은 러시아인들에게 모피 거래의 권리를, 그 남부 지역은 미국인들에게 모피 거래의 권리를 주었다. 이런 분할은 1825년 맺어진 평등 조약인 상트페테르부르크 조약에서 재확인되었다. 협정은 잘 해결되었으나 1818년 알렉산드르 바라노프가 은퇴하면서부터 러시아의 알래스카 주도권은 더욱더 약해졌다.
러시아-아메리카 회사의 헌장이 1821년 새롭게 개정되었는데, 해군 장교가 최고 책임자로 된다는 것을 명시했다. 그러나 대부분의 해군 장교들은 모피 장사를 해본 경험이 없기 때문에 회사가 휘청거리기 시작했다. 두 번째 헌장은 외국인들, 특히 매우 경쟁적인 미국인들과의 교류를 단절하는 내용을 담았다. 이러한 전략은 러시아의 식민지가 미국 보급선을 사용을 주로 사용하고 있었고 모피 고객층이 미국인이기 때문에 오히려 역효과를 낳았다. 결국 러시아-아메리카 회사는 허드슨 베이 회사와 협정을 맺어 러시아 영토에 영국 선박의 영해 통과권을 줘버리고 말았다.
19세기 중반에 러시아는 알래스카에서 결코 좋은 시간대가 아니었지만, 해안가에 거주하고 러시아인들과의 접촉과 전쟁에서 이긴 트링기트 족과 같은 알래스카 토착민의 생활 환경은 나아졌다. 트링기트 족은 러시아인들에게 복속당해본 적도 없고, 1850년간 러시아인과 계속 세금 전쟁을 하고 있었다. 반면 알류트족들은 자신의 고향에 쫓겨나 러시아인들을 위해 해달 사냥을 계속 해야 하므로 캘리포니아 지역으로 정착했는데, 알류트 족 인구는 1840년대까지 감소했다.

## 선교사 활동

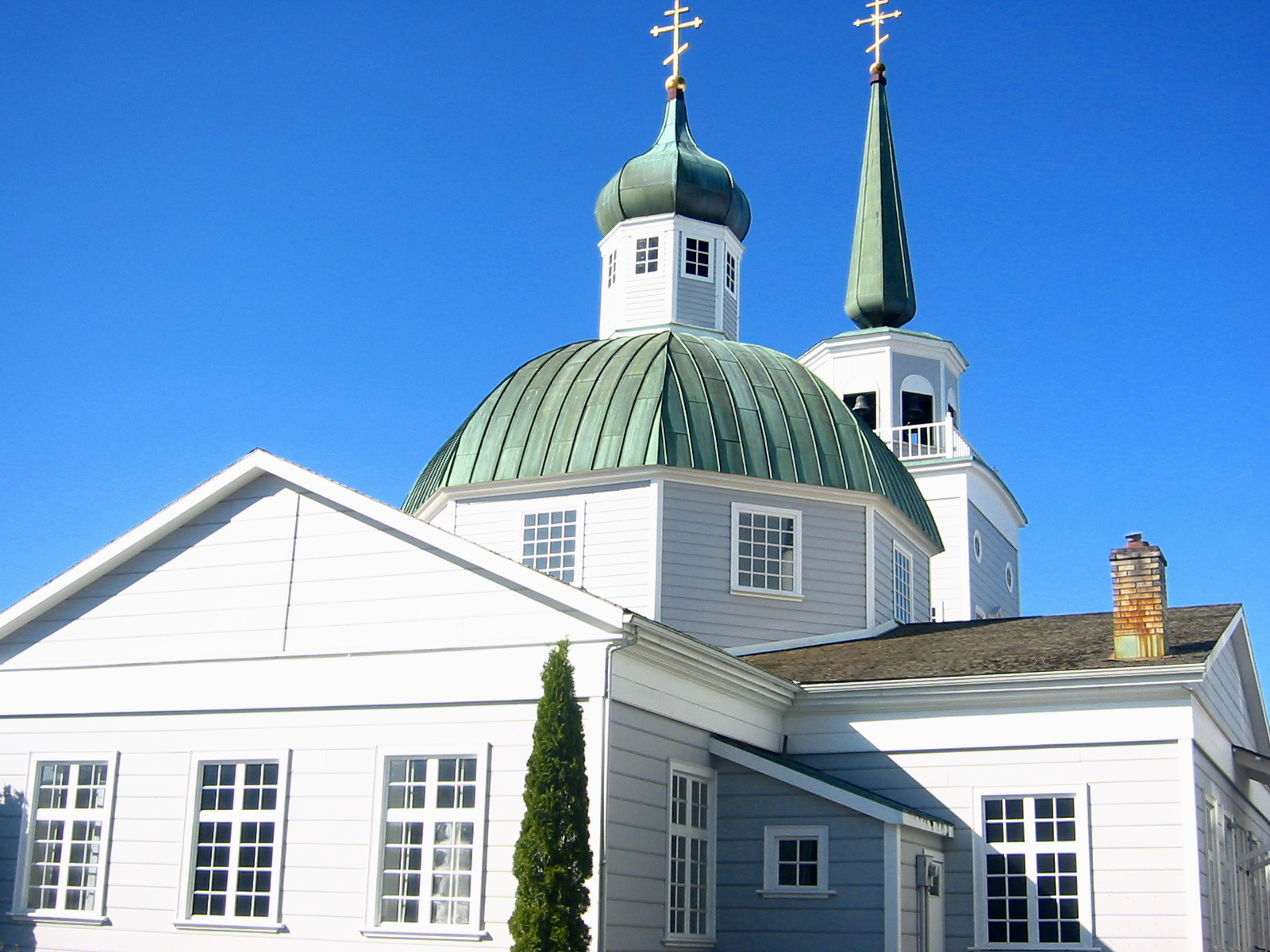
싯카에 있는 러시아 정교회 교회.

스리 베인츠 만에서, 셸라이호프는 원주민들에게 러시아어를 읽고 쓰게 할 수 있는 학교를 만들었고, 러시아 정교회를 포교하는 성직자들을 소개했다. 1740년대에서 1780년대까지 알류트어로 번역된, 예배용으로 쓰일 수 있는 신념 체계는 비공식적으로 퍼졌다. 일부 모피 무역상들은 그들 간의 개인적 연대로 이루어져있는 충성을 얻기 위해 알류트 족 모피상 파트너를 대자녀로써 입양하기도 했다. 선교사들은 토착민들에 대해서 착취를 반대하였고, 그리고 그들의 기록들은 이 기간동안의 식민지 개척에서 폭력의 증거들을 보여주는 중요한 계가기 되었다.
바르톨로메 데 라스 카사스와 프란치스코 하비에르와 같은 목가적 신앙에 인상을 받아, 고대 문화가 필요했기 때문에 러시아령 아메리카에 있는 선교사들은 지역 문화에서 가치를 부여하고 교구적 삶과 선교 행위를 하는 토착민들의 지도력을 증진시키는 전략을 사용했다. 이러한 문화적 전략은 1만여 명이 넘는 러시아령 아메리카의 정착민들에게 교회와 국가로부터의 권한을 부여받아 토착민으로부터 충성심을 받는 데에 목적이 있었다. 하지만 식민지에 거주한 러시아인 들은 812명을 넘지 못했으며, 이들마저도 대부분 싯카나 코디악섬에 집중되어 살고 있었기 때문에 별 효과는 보지 못했다.
설교 전략의 또 다른 효과로는 토착민의 정체성으로부터 새로운 삶의 발전을 하는 데에 있었다. 기독교가 혼합주의적 체제가 가능했기 때문에 많은 토착민 문화가 러시아식 정교회의 전통에 흡수되지 않았다. 현대 토착민의 정체성은 알파벳과 알래스카 남부의 인종-언어학적 영향이 주요하다. 이반 베니야미노프 신부는 키릴 문자의 방언을 활용해서 만든 알류트족 사전을 만든 적이 있다.
현대 알래스카에서 러시아 식민시대의 흔적을 쉽게 볼 수 있는 것이 90개의 러시아 정교회 교구와 토착민들로 구성된 2만명이나 구성되는 신자들이 증거이다. 이들은 유픽족에 속하는 아타바스칸그룹에 포함되기도 한다. 트링기트 정교회 교구 중에서 주노에 있는 가장 큰 교구는 러시아 정착민과 선교사가 없었기 때문에 유일하게 러시아 식민 시절 이후 정교회를 채택했다. 러시아 정교회의 지속적이고 광범위한 참여는 기독교 의식과 믿음과, 토착민의 문화와 합병되거나 혼성화되고 있다.
캘리포니아와 남서부에 위치한 스페인계 로마 가톨릭교회의 식민지적 의도, 방법, 결과는 부르고스 법과 아메리카 토착민 숫자의 감소의 결과였다. 만약 식민지적 강도가 더 셌다면 토착민들은 그들의 전통이 반영된 기독교를 창조했을 것이다.

## 러시아의 아메리카 매매

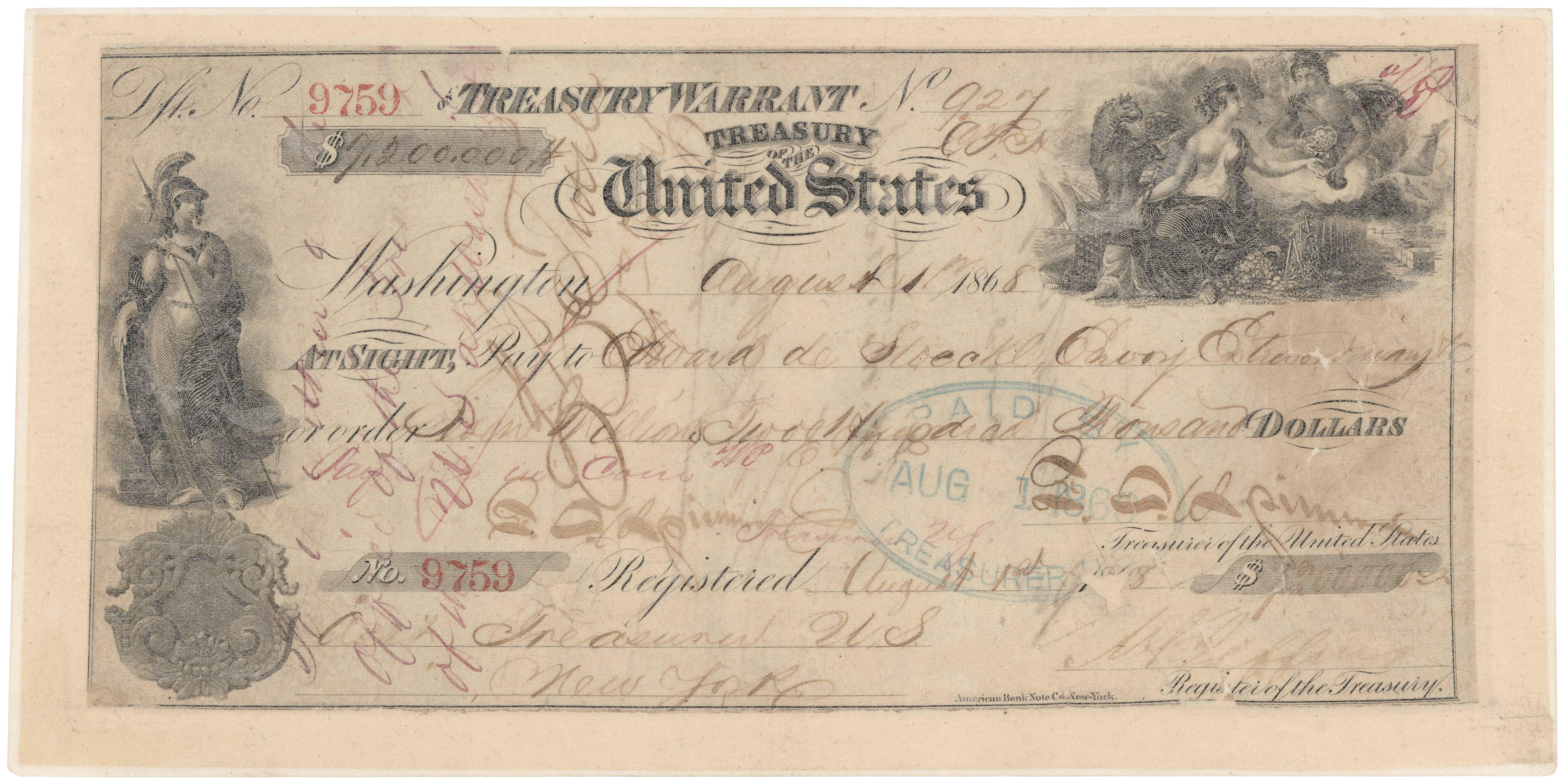
러시아의 아메리카 매매서

1860년대가 되어서 러시아 정부는 러시아령 아메리카 식민지를 버릴 준비를 하고 있었다. 과도한 모피를 얻기 위해 벌어진 밀렵 및 동물 개체수 감소, 미국과 영국으로부터의 경쟁은 상황을 심각하게 만들어가고 있었다. 이러한 두 가지의 원인의 이유로 멀리 떨어진 식민지를 보호할 의미를 잃어버린 것이다. 1867년에 러시아가 미국에게 1 에이커당 2센트, 미화 720만 달러를 받고 알래스카를 팔아버림으로써, 러시아령 아메리카에 가지고 있던 모든 권리도 매각했다.
기록에 따르면, 현지 트링기트 부족의 노령자들은 러시아인들이 팔려는 지역인 캐슬 힐이라는 곳에서 거주했다. 다른 토착민들은 미국인이 잠식하고 가져갔다라고 주장하며 그들이 자신의 영토가 뺏긴 적이 없다라고 주장했다. 토착민들의 지역에 대한 권리는 20세기 후반에서도 제대로 다루어지지 않았고, 알래스카 토착민의 거주지 주장 조약에 와서야 비로소 얻게 되었다.
러시아 아메리카가 최고조에 달했을때에도 알류트인들은 4만 명이나 존재했지만 러시아인은 700명밖에 존재하지 않았고, 그들과 크리올들은 3년간의 기간 끝에 미국의 시민이 되는 기회를 얻는 특권을 받았다. 그러나 제퍼슨 콜롬버스 데이비스 장군은 싯카에 거주하고 있던 러시아인들을 쫓아내고 미국인들에게 거주지를 마련해줬다. 러시아인들은 미군의 공격의 난폭함에 불만을 가져 대부분은 러시아로 떠나고, 나머지들은 캘리포니아와 북태평양 지역으로 떠났다.

## 같이 보기
- 알래스카 매매

## 참고 문헌
- Black, Lydia T. (2004). 《Russians in Alaska, 1732–1867》. Fairbanks, AK: University of Alaska Press. ISBN 978-1-889963-05-1.
- Black, Lydia T.; Dauenhauer, Nora; Dauenhauer, Richard (2008). 《Anóoshi Lingít Aaní Ká/Russians in Tlingit America: The Battles of Sitka, 1802 and 1804》. University of Washington Press. ISBN 978-0-295-98601-2.
- Essig, Edward Oliver. Fort Ross: California Outpost of Russian Alaska, 1812–1841 (Kingston, Ont.: Limestone Press, 1991.)
- Frost, Orcutt (2003). 《Bering: The Russian Discovery of America》. New Haven, CT: Yale University Press. ISBN 978-0-300-10059-4.
- Gibson, James R. "Old Russia in the New World: adversaries and adversities in Russian America." in European Settlement and Development in North America (University of Toronto Press, 2019) pp. 46–65.
- Gibson, James R. Imperial Russia in frontier America: the changing geography of supply of Russian America, 1784–1867 (Oxford University Press, 1976)
- Gibson, James R. "Russian America in 1821." Oregon Historical Quarterly (1976): 174–188. online 보관됨 9월 24, 2015 - 웨이백 머신
- Grinev, Andrei Valterovich (2008). 《The Tlingit Indians in Russian America, 1741–1867》. Lincoln, NE: University of Nebraska Press. ISBN 978-0-8032-2071-3.
- Grinëv, Andrei Val’terovich. "The External Threat to Russian America: Myth and Reality." Journal of Slavic Military Studies 30.2 (2017): 266–289.
- Grinëv, Andrei Val’terovich. Russian Colonization of Alaska: Preconditions, Discovery, and Initial Development, 1741–1799 Translated by Richard L. Bland. Lincoln: University of Nebraska Press, 2018. ISBN 978-1-4962-0762-3. online review
- Kobtzeff, Oleg (1985). 《La Colonization russe en Amérique du Nord: 18 - 19 ème siècles》 [Russian Colonization in North America, 18th-19th Centuries] (프랑스어). Paris: thesis, University of Paris 1 - Panthéon Sorbonne (available in limited editions in specialized libraries).
- Miller, Gwenn A. (2010). 《Kodiak Kreol: Communities of Empire in Early Russian America》. Ithaca, NY: Cornell University Press. ISBN 978-0-8014-4642-9.
- Oleksa, Michael J. (1992). 《Orthodox Alaska: A Theology of Mission》. Yonkers, NY: St Vladimir's Seminary Press. ISBN 978-0-88141-092-1.
- Oleksa, Michael J., 편집. (2010). 《Alaskan Missionary Spirituality》 2판. Yonkers, NY: St Vladimir's Seminary Press. ISBN 978-0-88141-340-3.
- Pierce, Richard A. Russian America, 1741–1867: A Biographical Dictionary (Kingston, Ont.: Limestone Press, 1990)
- Starr, S. Frederick, 편집. (1987). 《Russia's American Colony》. Durham, NC: Duke University Press. ISBN 978-0-8223-0688-7.
- Saul, Norman E. "Empire Maker: Aleksandr Baranov and Russian Colonial Expansion into Alaska and Northern California." Journal of American Ethnic History 36.3 (2017): 91–93.
- Saul, Norman. "California-Alaska trade, 1851–1867: The American Russian commercial company and the Russian America company and the sale/purchase of Alaska." Journal of Russian American Studies 2.1 (2018): 1–14. online 보관됨 4월 7, 2023 - 웨이백 머신
- Vinkovetsky, Ilya (2011). 《Russian America: An Overseas Colony of a Continental Empire, 1804–1867》. New York, NY: Oxford University Press. ISBN 978-0-19-539128-2.

### 원주민
- Grinëv, Andrei V. "Natives and Creoles of Alaska in the maritime service in Russian America." The Historian 82.3 (2020): 328–345. online[깨진 링크]
- The Tlingit Indians in Russian America, 1741–1867, Andreĭ Valʹterovich Grinev (GoogleBooks)
- Luehrmann, Sonja. Alutiiq villages under Russian and US rule (University of Alaska Press, 2008.)
- Smith-Peter, Susan (2013). “"A Class of People Admitted to the Better Ranks": The First Generation of Creoles in Russian America, 1810s–1820s”. 《Ethnohistory》 60 (3): 363–384. doi:10.1215/00141801-2140758.
- Savelev, Ivan. "Patterns in the Adoption of Russian Linguistic and National Traditions by Alaskan Natives." International Conference on European Multilingualism: Shaping Sustainable Educational and Social Environment EMSSESE, 2019. (Atlantis Press, 2019). online

### 1차 출처
- Gibson, James R. (1972). “Russian America in 1833: The Survey of Kirill Khlebnikov”. 《The Pacific Northwest Quarterly》 63 (1): 1–13. JSTOR 40488966.
- Golovin, Pavel Nikolaevich, Basil Dmytryshyn, and E. A. P. Crownhart-Vaughan. The end of Russian America: Captain PN Golovin's last report, 1862(Oregon Historical Society Press, 1979.)
- Khlebnikov, Kyrill T. Colonial Russian America: Kyrill T. Khlebnikov's Reports, 1817–1832 (Oregon Historical Society, 1976)
- baron Wrangel, Ferdinand Petrovich. Russian America: Statistical and ethnographic information (Kingston, Ont.: Limestone Press, 1980)

### 역사학
- Grinëv, Andrei. V.; Bland, Richard L. (2010). “A Brief Survey of the Russian Historiography of Russian America of Recent Years” (PDF). 《Pacific Historical Review》 79 (2): 265–278. doi:10.1525/phr.2010.79.2.265. JSTOR 10.1525/phr.2010.79.2.265.[깨진 링크]